# Endemol
Endemol é uma produtora holandesa de televisão, especializada em reality shows. Possui subsidiárias e joint ventures em mais de 23 países, incluindo Brasil, Argentina, Portugal, Reino Unido, Estados Unidos, França, México, Espanha, Itália, Alemanha, Polônia, Índia, África do Sul e Austrália. Seu nome é formado pelo sobrenome de seus fundadores Joop Ende e John Mol. Em 2015, a empresa se juntou com a Shine International e a Core Media, se tornando a Endemol Shine Group, aliando vários formatos, como Big Brother e MasterChef a uma só companhia,

## História

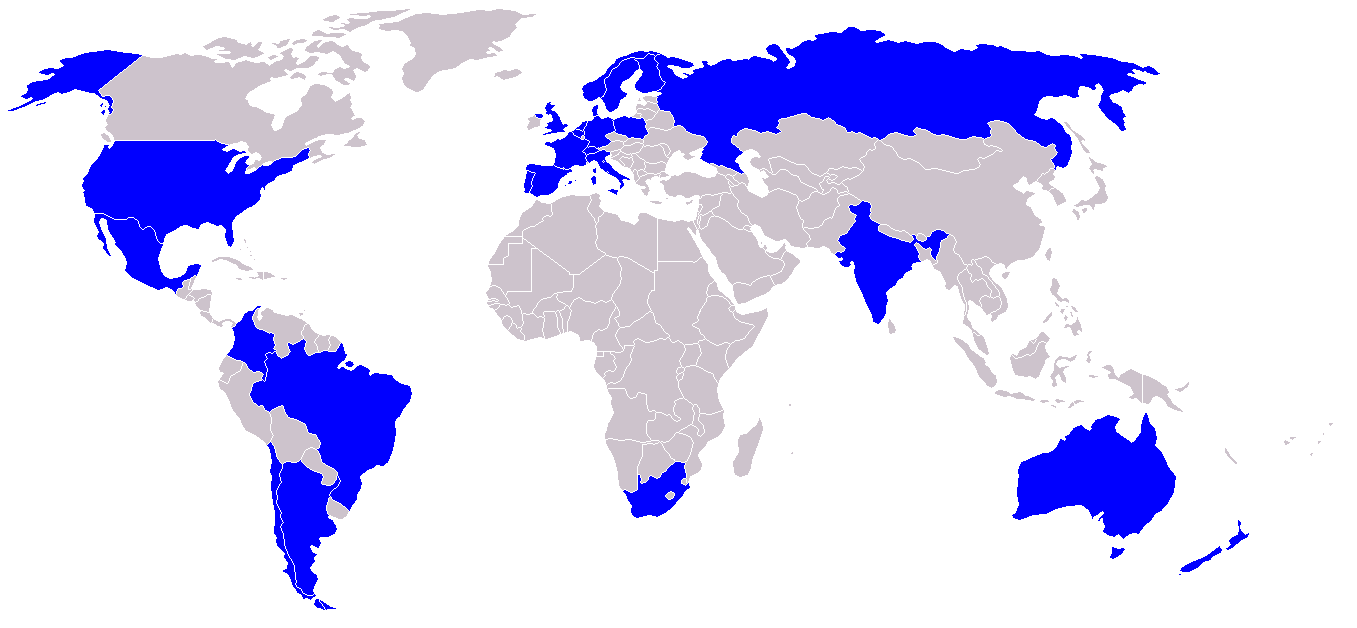
Países Abrangentes

Foi fundada em 1994 por John de Mol e Joop van den Ende, derivando o nome da empresa dos sobrenomes dos fundadores (Joop van den Ende, John de Mol). Um dos maiores êxitos da empresa foi o reality show Big Brother, que ganhou diversas versões pelo mundo depois da original holandesa. Porém, o formato mais lucrativo foi o Deal or No Deal que já foi vendido para mais de 100 países, incluindo o Brasil, onde é exibido com o nome Topa ou não Topa e Portugal, como Pegar ou Largar.
Em 2000, a Endemol foi vendida para a corporação espanhola de telecomunicações e mídia Telefónica por 5,5 bilhões de euros. Em novembro de 2005, 25% da Endemol se tornou pública e desde então está listada no Euronext através da sigla EML[ligação inativa]. Em 14 de maio de 2007, os 75% restantes foram comprados por um consórcio, Edam Acquisition, liderado pela Mediaset, companhia da família de Silvio Berlusconi, onde grande parte das ações é de propriedade de John de Mol, fundador da Endemol. Em 6 de agosto de 2007, o consórcio anuncia que agora detém 99,54% da Endemol, depois de uma oferta para comprar as partes restantes em 3 de agosto de 2007. Na ocasião Edam Acquisition disse que vai pedir que a Endemol saia da  Euronext.

## Ramificações

### Brasil

#### Endemol Globo
Em 2001, a Endemol entra no Brasil através da formação de uma joint venture com a Rede Globo, a Endemol Globo. A empresa produz o Big Brother Brasil, Jogo Duro e Hipertensão outros formatos também são exibidos em quadros dentro do Caldeirão do Huck e Domingão do Faustão. Mesmo com a parceria com a Globo, a Endemol Globo produziu até 2009 atrações para outras redes, como o Topa ou Não Topa no SBT, Na Pressão, É o Amor, Zero Bala e Busão do Brasil na Rede Bandeirantes. Em agosto de 2011 a Rede Globo anunciou a compra do programa The Voice.

#### Endemol Shine Brasil
Em 2009 a Endemol começou uma operação separada, subsidiária integral, a Endemol Brasil, cuja primeira produção foi o programa exibido pelo SBT, Um Contra Cem versão local do 1 vs. 100; com isso, a partir da criação da empresa ela poderá iniciar produções separadamente com outras emissoras. Após a criação da subsidiária houve várias produções como O Último Passageiro, Saturday Night Live na RedeTV! e o Extreme Makeover Social na Rede Record. Desde sua fundação em 2009 Daniela Busoli, diretora-geral da Endemol Brasil deixou a administração trocando pela empresa do mesmo ramo Fremantle, sendo substituída por Juliana Algañaraz.

### Endemol França
- Kids Just WannaHave Fun
- Secret Story

### Endemol Shine Índia
Em janeiro de 2006, a Endemol inicia a produção de programas em Bombaim, Índia. O programa mais bem sucedido da companhia foi o "The Great Indian Laughter Challenge" no canal STAR One. Em 2006 a Endemol produziu a adaptação indiana do Big Brother, o Big Boss na Sony Entertainment Television local.

### Endemol Southern Star
A Endemol Southern Star é uma joint venture australiana com o grupo Southern Star. Ela produz para a Austrália os formatos que são sucessos mundiais como o Big Brother e o Deal or no Deal.
- The Block

### Endemol Shine UK
Antigamente conhecida como Broadcast Communications, se firmou como uma das maiores empresas de comunicação do Reino Unido na década de 1980. Atualmente, como parte da Endemol, produz formatos como o Big Brother.
- The  Island
- Masterchef Junior

### Endemol Shine Nordics
A Endemol Shine Nordics foi criada para incorporar as companhias do grupo na Suécia, Noruega, Dinamarca e  Finlândia, incluindo a Meter Television, STO-CPH Produktion, Filmlance International, Friday TV, Mag5 Content, Rubicon TV, Metronome Spartacus, Metronome Productions e a Shine Finlândia
- Stripped (Dinamarca)
- Hollywood Wives

### Endemol Shine North America
- Bulseye
- Extreme Makeover: Home Edition
- 1 vs. 100
- Broken Skull Challenge